# Операция «Одинокая звезда»
Операция «Одинокая звезда» (OLS) — совместная операция Департамента общественной безопасности штата и военного ведомства (национальной гвардии) штата Техас (прозвище штата: «Штат одинокой звезды» — Lone Star State) вдоль южной государственной границы между штатом Техас (США) и Мексикой, которая началась в 2021 году.
Военнослужащим Сухопутных войск Национальной гвардии Техаса (36-я пехотная дивизия) и местным полицейским, переброшенным к госгранице, было разрешено арестовывать нелегальных мигрантов и предъявлять им обвинения в нарушении общественного порядка.

## История
Охрана и оборона государственной границы США, в том числе и между США и Мексикой находится в ведении Пограничного патруля Погранично-таможенной службы Министерства внутренней безопасности США, а не правоохранительных органов штата (государства) Техас. Последнее время, после того как президент США Джо Байден смягчил миграционное законодательство, на территории Техаса, по мнению руководства штата, федеральный погранпатруль недостаточно хорошо предотвращает нелегальные проникновения иностранцев (иммиграцию), и руководство штата, по просьбам жителей, решило эту ситуацию исправить. По словам губернатора Техаса Грега Эбботта, операция направлена на противодействие росту нелегальной иммиграции, незаконной торговле наркотиками и контрабанде людей. По распоряжению губернатора правоохранительные органы Техаса получили право на самостоятельную охрану госграницы с Мексикой, включавшую возведение колючей проволоки, а также поимку нелегальных мигрантов из Латинской Америки и других краёв (стран) мира.
В 2020—2021 годах число задержаний мигрантов на техасской границе США и Мексики выросло на 278 %. По состоянию на апрель 2022 года OLS тратила примерно 2,5 миллиона долларов в неделю. В разгар операции в ней было задействовано около 10 тысяч военнослужащих Национальной гвардии, по состоянию на ноябрь 2022 года — около 6 тысяч. По данным администрации губернатора, OLS привела к задержанию 496 700 мигрантов, к 38 700 уголовным арестам (из них 35 100 — в связи с обвинениями в тяжких преступлениях) и изъятию 454 миллионов доз фентанила.